# Ползиково (Нижегородская область)
Ползиково — деревня в Вачском районе Нижегородской области. Входит в состав Новосельского сельсовета.
В прошлом — деревня Яковцевской волости Муромского уезда Владимирской губернии.
Находится на расстоянии около 3 км на запад от села Яковцево.

## Ползиково в исторических документах
- В окладных книгах Рязанской епархии за 1676 год в составе прихода села Яковцево упоминается деревня Ползикова, в которой 11 дворов.
- В «Историко-статистическом описании церквей и приходов Владимирской Епархии» за 1897 год сказано, что в Ползиково 35 дворов.

## Население
| 1859 | 1905 | 1926 | 1999 | 2002 | 2010 |
| ---- | ---- | ---- | ---- | ---- | ---- |
| 210  | ↗218 | ↘156 | ↘10  | ↗12  | ↘0   |